# Zamami
Zamami (jap. 座間味村 Zamami-son) – wieś w Japonii, w prefekturze Okinawa, w archipelagu Kerama. Według danych na rok 2020 miejscowość zamieszkiwało 892 mieszkańców , a gęstość zaludnienia wyniosła 53,3 os./km².